# Eureka Dunes

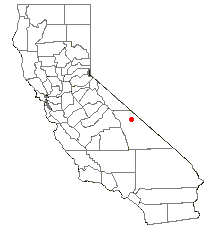
Localisation des dunes de sable de la vallée d'Eureka en Californie

Les dunes de sable d'Eureka Valley sont situées dans la partie sud de la vallée d'Eureka, au nord du comté d'Inyo, dans le parc national de la Vallée de la Mort, dans l'est de la Californie. Bien que couvrant une superficie de seulement 8 km 2, les dunes s'élèvent à environ 207 m au-dessus du fond de la vallée environnante, ce qui en fait l'un des plus hauts champs de dunes en Amérique du Nord,. Elles sont également classées comme dunes de sable chantantes, l'une des quarante seulement dans le monde.

## Description

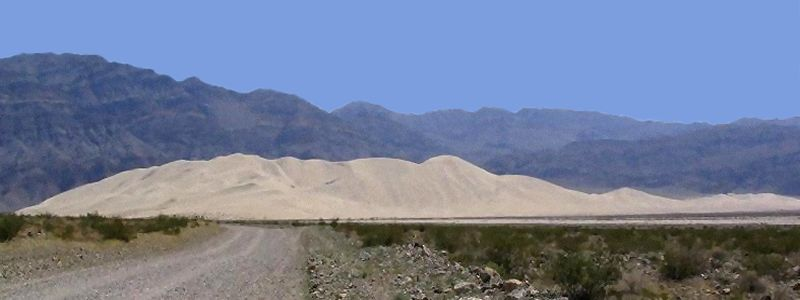
Les dunes de sable de la vallée d'Eureka, vers le sud.

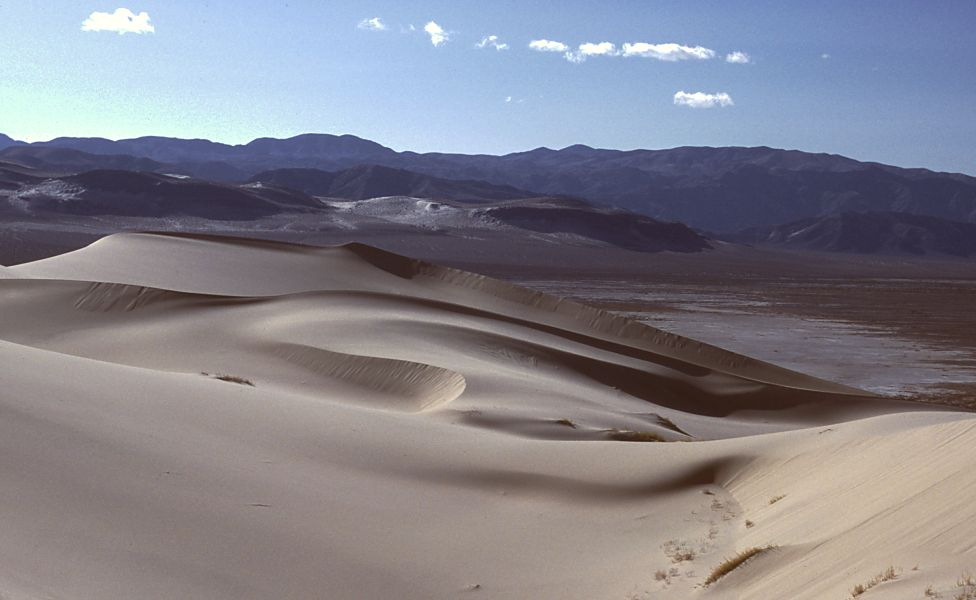
Les dunes d'Eureka, à l'ouest.

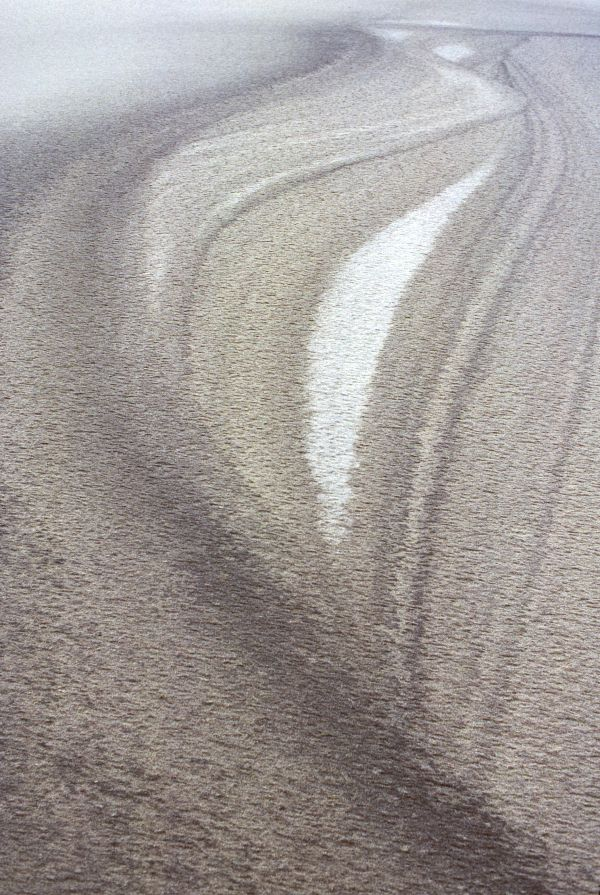
Modèles dans les dunes d'Eureka après une tempête de pluie.

Accessible par une route de gravier dans la vallée d'Eureka (qui se connecte à une route allant de Big Pine à la section Grapevine de Death Valley), les dunes sont devenues une partie du parc national de Death Valley dans le cadre de son expansion en 1994. Les déplacements à pied dans les dunes sont autorisés, mais l'accès aux véhicules est interdit. Un terrain de camping primitif est situé à l'extrémité nord du champ de dunes. 

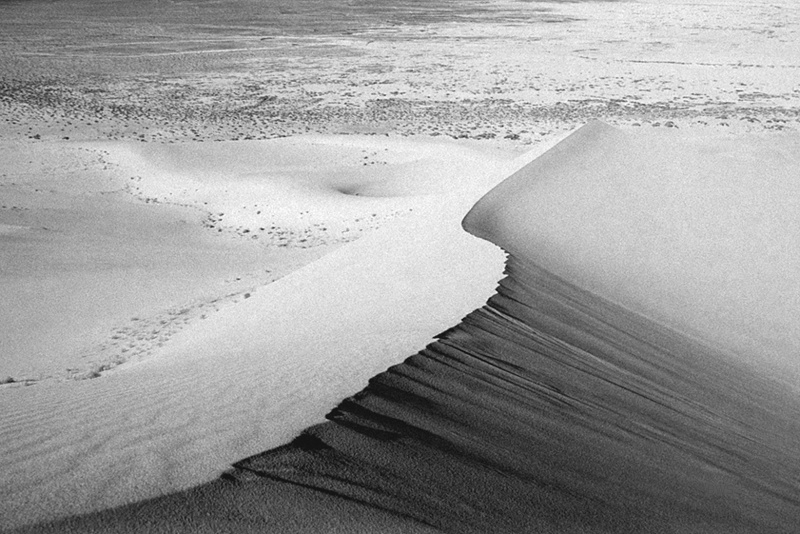
Courbe de dune

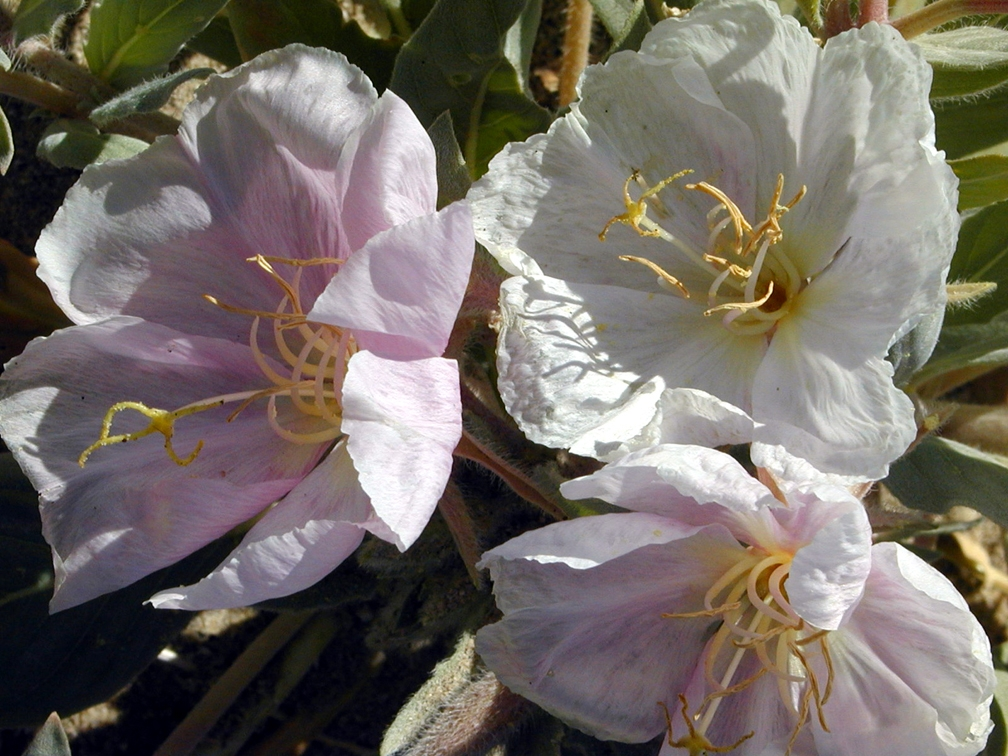
Primevère des Dunes d'Eureka

Les dunes d'Eureka abritent plusieurs espèces végétales uniques (et protégées). L'herbe des dunes d'Eureka (Swallenia alexandrae), la primevère d'Eureka (Oenothera californica eurekensis) et l'astragale brillante (Astragalus lentiginosus micans) ne se trouvent que dans cette zone. Par temps humide, des motifs peuvent être vus dans le sable qui révèlent les diverses sources et le processus éolien complexe par lequel ces dunes sont formées (processus pas encore complètement compris). 
D'autres dunes de sable existent également dans la vallée de la mort près de Stovepipe Wells. Les dunes d'Eureka partagent des caractéristiques régionales avec les dunes de Kelso dans le désert de Mojave. 

## Remarques
1. ↑  « Eureka Dunes, Death Valley National Park », NPS, 2008 (consulté le 5 avril 2010)
2. ↑  Workman, J.B., C.M. Menges, W.R. Page, E.M. Taylor, E.B. Ekren, P.D. Rowley, G.L. Dixon, R.A. Thompson, and L.A. Wright. 2002. Geologic Map of the Death Valley Ground-Water Model Area, Nevada and California. U.S. Geological Survey: Miscellaneous Field Studies Map MF-2381-A
3. ↑  Hunt, M. L. and N. M. Vriend. 2010 Booming sand dunes. Annual Review of Earth and 	Planetary Sciences. 38: 281–301